# Châteauneuf, Loire
Châteauneuf là một xã trong tỉnh Loire miền trung nước Pháp.